# Alpackaull

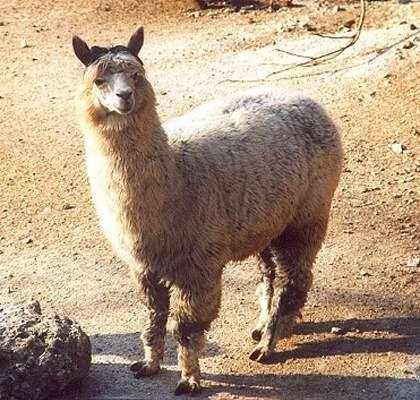
Alpacka, ett kameldjur.

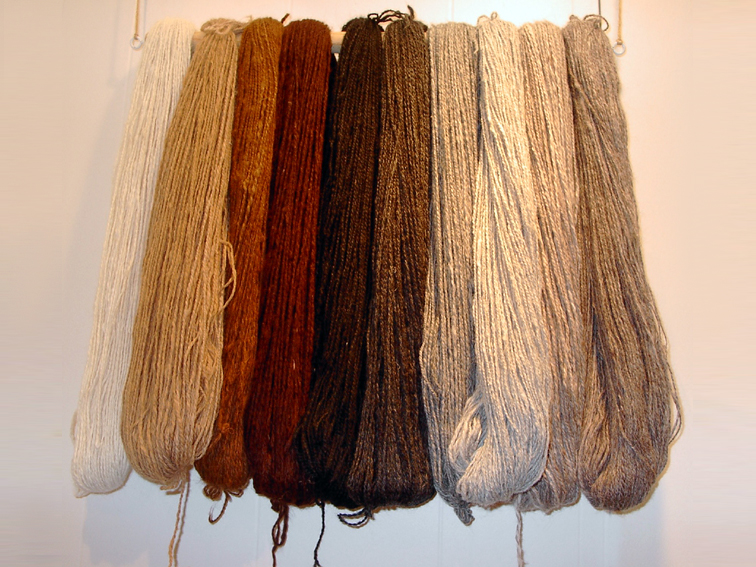
Alpackaull

Alpackaull, ull från djuret alpacka. Ullen är mycket fin och mjuk med 10–20 centimeter långa silkesglänsande fibrer. I jämförelse med fårull är alpackaull mjukare, varmare, starkare och glansigare. Ett plagg i alpacka kliar mindre och är slitstarkare än motsvarande fårulls plagg. Däremot är fårull mer elastiskt. Beroende på hur alpackaullen spinns kan garnet bli antingen lätt eller tungviktigt. Ullen finns i 22 olika naturliga basfärger, från svart och rödbrun till ljusare gråa och vita nyanser. De ljusare nyanserna är lättare att färga och har därmed blivit allt populärare. Ullen kallas ibland endast för alpacka.
Det finns två typer av alpackor, huacaya och suri. Huacaya är den vanligaste typen och har fluffig päls som ger ett mer elastiskt garn som lämpar sig väl för stickning. Suri har långa rasta-liknande lockar som lämpar sig bättre för vävda tyger. Alpackaull har använts av lokalbefolkningen i Anderna under mycket långt tid, men det var först i mitten av 1800-talet som materialet introducerades i Europa och USA av engelsmannen Titus Salt.